# Паананен, Микко
Ми́кко Паанане́н (англ. Mikko Paananen, полное имя Микко Генрик Юлиус Паананен, (англ. Mikko Henrik Julius Paananen), также известен как Миге Амор (англ. Migé Amour); род. 19 декабря 1974, Хельсинки) — финский музыкант, бас-гитарист рок-групп HIM и Daniel Lioneye.

## Ранние годы
Микко Паананен родился 19 декабря 1974 года в Хельсинки. Его отец Свен-Эрик Паананен играл в хельсинксксом филармоническом оркестре на гобое. Микко с детства был окружён музыкальными инструментами и проводил с ними много времени. В 13 лет его родители развелись и Микко вместе с матерью переехал в Туусулу. Именно тогда в местной школе он встретил начинающего гитариста Микко «Линде» Линдстрёма и басиста Вилле Вало.

## Музыкальная карьера
В 1991 году троица основала группу HIM, где Микко стал играть на басу, Вилле встал у микрофона, а Линде остался верен своей гитаре. В составе HIM Паананен выступает под псевдонимом Миге Амор. Группа сменила несколько барабанщиков и клавишников, в настоящее время эти должности занимают Мика Карппинен и Янне Пууртинен соответственно. В 2001 году, после выхода третьего альбома HIM, Линде основал собственный сайд-проект под названием Daniel Lioneye, Миге и Вилле также приняли в нём участие. В настоящее время HIM работают над восьмым студийным альбомом, параллельно Миге готовит сольную запись под названем Cimmerica.

## Инструменты
В настоящее время Миге Амор играет на Fender Jazz Bass, в прошлом он использовал Gibson Thunderbird и Fender Precision Bass, а также гитары марки Rickenbacker. Во время записи шестого альбома HIM пользовался 12-струнной бас-гитарой Hamer Chaparral. Использует усилитель Mesa Boogie Bass 400+, в прошлом — Ampeg SVT. Предпочитает педали Dunlop Bass Wah и T-Rex Distortion, для создания эффекта искажения.